# Apamea dionea
Apamea cariosa là một loài bướm đêm trong họ Noctuidae.

## Hình ảnh

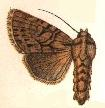